# Cheremule
Cheremule (sardisk: Cherèmule) er en by og en kommune (comune) i provinsen Sassari i regionen Sardinien i Italien. Byen ligger i 540 meters højde og har 434 indbyggere (2016). Kommunen har et areal på 24,25 km² og grænser til kommunerne Borutta, Cossoine, Giave, Thiesi og Torralba.